# HD 43162
HD 43162，又名CD-23 3577，SAO 171428、HR 2225，是一颗恒星，视星等为6.39，位于銀經230.86，銀緯-18.52，其B1900.0坐标为赤經6h 9m 37.3s，赤緯-23° -18.52′ 12″。